# Grabmal Maubach

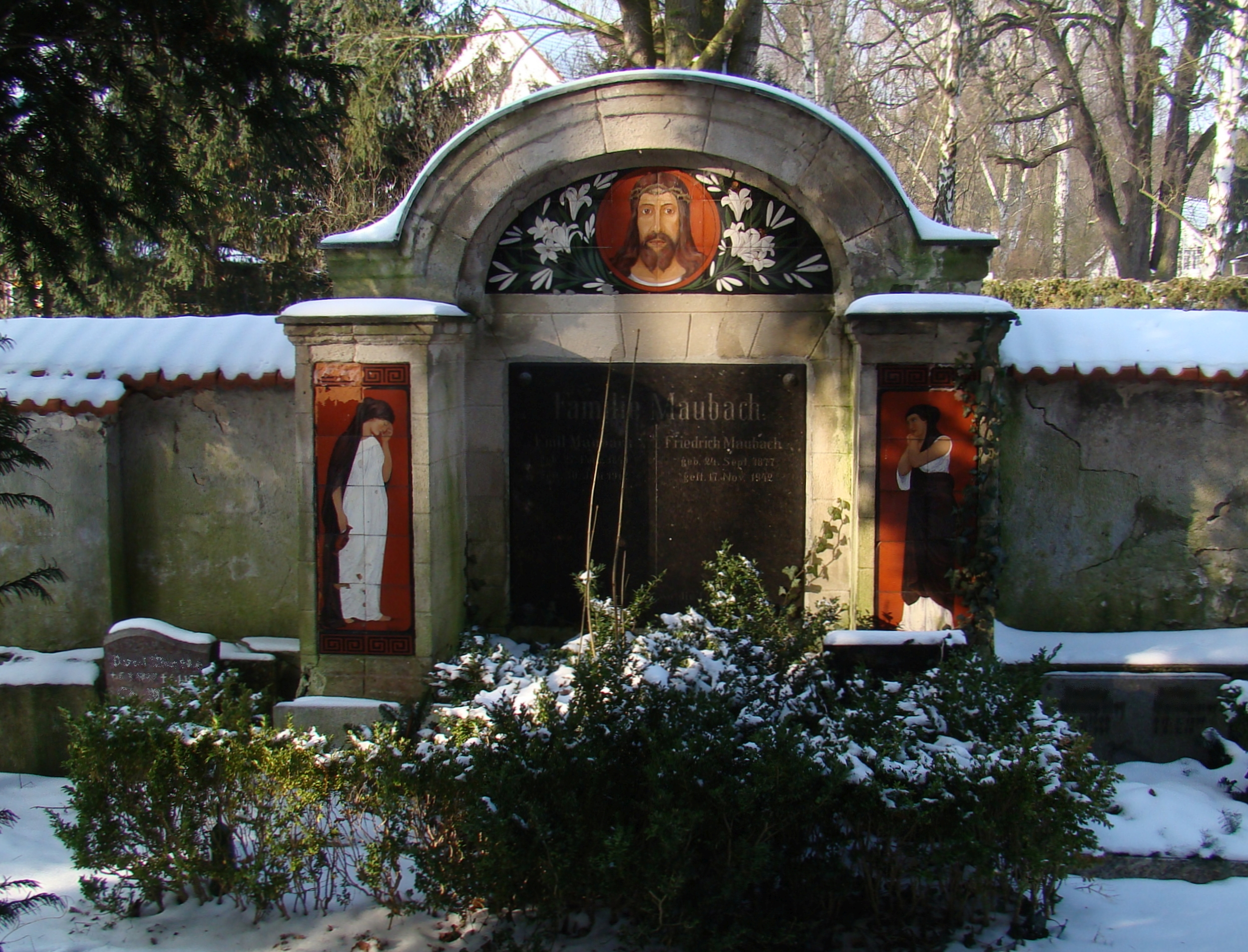
Das Grabmal Maubach auf dem Ev. Dorfkirchhof Kladow, Ansicht der erhaltenen Rückwand mit den vorgelagerten Postamenten

Das Grabmal Maubach, präzise: die erhaltene Rückwand der Grabstelle Maubach mit zwei vorgelagerten Postamenten, befindet sich auf dem evangelischen Dorfkirchhof Kladow.

## Geschichte

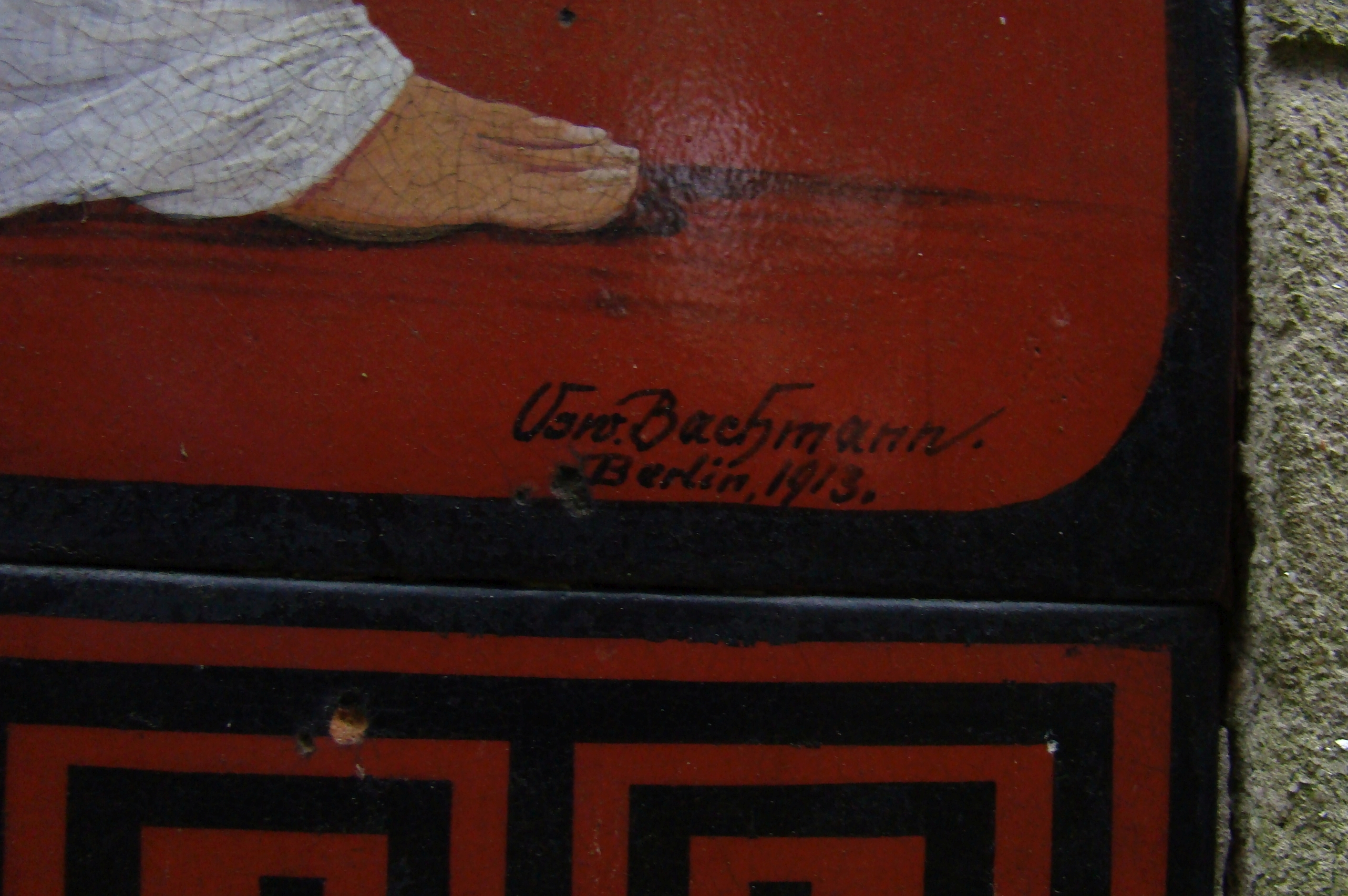
Das Grabmal Maubach auf dem Ev. Dorfkirchhof Kladow, Signatur und Datierung, Frauenbildnis links

Als Erstbelegung und erste Bestattung auf der Grabstelle Maubach fand am 3. August 1912 die Beisetzung des Kaufmanns Emil Maubach statt. Mit 35 m² gehörte die Grabstelle zu den imposanteren Anlagen auf dem überschaubaren Kladower Friedhof. Besonders auffällig war, neben der zentralen Lage an bzw. in der Friedhofsmauer, die Gestaltung der Rückwand und der beiden vorgelagerten Postamente. Dafür schuf der Keramikmaler Oswald Bachmann ein dreiteiliges Fliesenwandbild. Zu Füßen der beiden Frauenbildnisse ist jeweils die Signatur Bachmanns sowie die Jahreszahl 1913 zu finden. Auch Emil Maubachs Sohn, Friedrich Maubach, verstorben am 17. November 1942, wurde hier bestattet. 1967 endete das Nutzungsrecht an der Grabstelle mit Ablauf der 25-jährigen Ruhezeit. 1968 wurden auf der Fläche vor dem Grabmal Urnenstellen angelegt. Auf der anderen Seite der Friedhofsmauer, etwa in Höhe des Grabmales Maubach, liegt seit 2013 ein halbanonymes Urnenfeld.

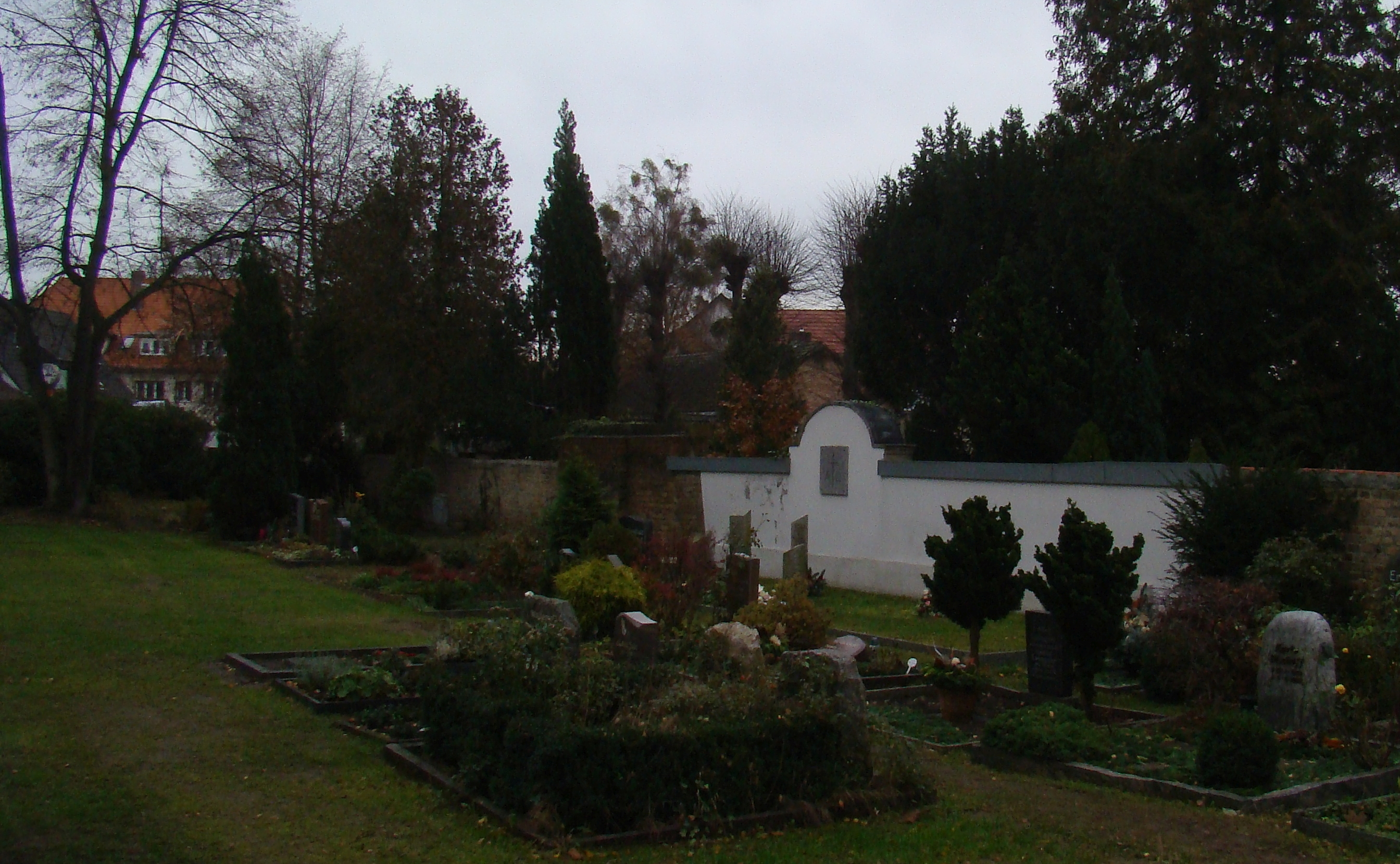
Das Grabmal Maubach auf dem Ev. Dorfkirchhof Kladow. Seit 2013 liegt auf der anderen Seite der Friedhofsmauer, etwa in Höhe des Grabmales Maubach, ein halbanonymes Urnenfeld.

 Im März 2014 wurde das Grabmal Maubach als Baudenkmal in die Denkmalliste des Landes Berlin eingetragen.

## Das Grabmal Maubach in der Berliner Friedhofslandschaft
Die Gestaltung des Grabmales Maubach mit dem dreiteiligen Fliesenwandbild von Oswald Bachmann ist in der reichhaltigen Berliner Friedhofslandschaft einzigartig. Bisher ist kein weiteres Grabmal aus der Zeit des ausgehenden 19. und des beginnenden 20. Jahrhunderts bekannt, das mit Keramikmalerei gestaltet wurde. Ungeklärt ist, ob Bachmann weitere Grabmale geschaffen hat.
Zur geschichtlichen Bedeutung des Grabmales Maubach schreibt das Landesdenkmalamt Berlin: „Durch den Dekorationsstil des Fliesenwandbildes und die eindeutige Zuordnung zum Werk des Keramikmalers Oswald Bachmann ist eine bedeutende geschichtliche Verbindung zu den 1904 durch Kaiser Wilhelm II. gegründeten Cadiner Majolika Werkstätten nachweisbar. […]“.

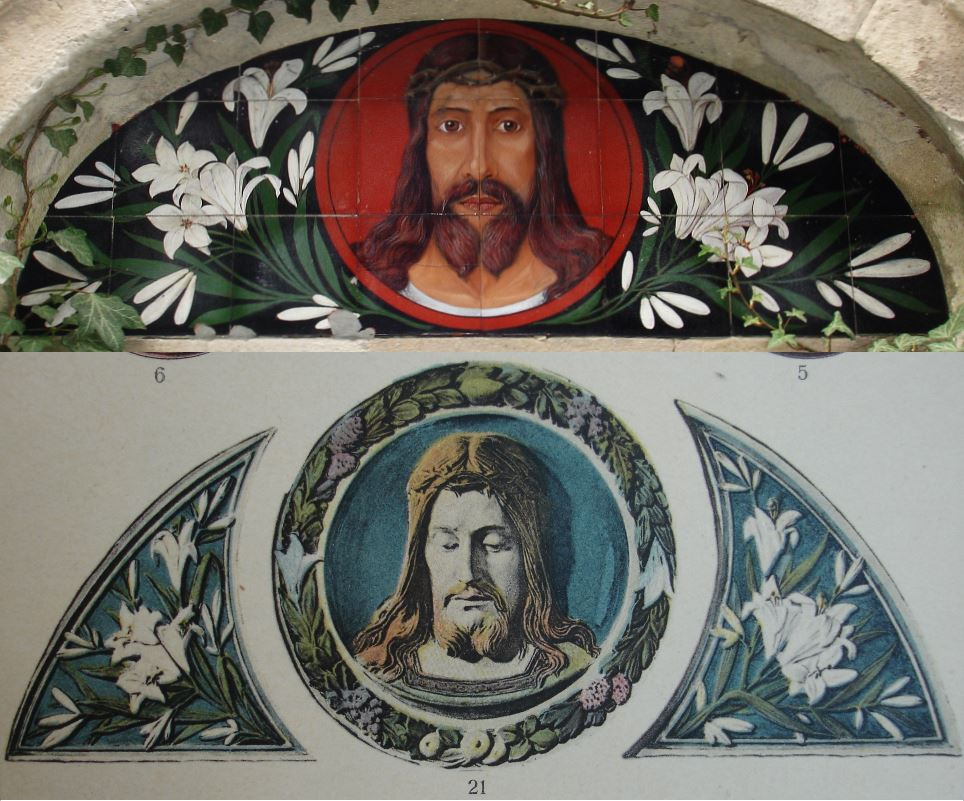
Eigenes Foto (Ausschnitt) vom 25. April 2015, darunter die “No. 21. Lunette, Christus”, eine Abbildung aus Tafel II des Katalogs Cadinen von 1907. Herausgegeben vom Hohenzollern Kunstgewerbehaus, Berlin W, Leipziger Straße 13. Oswald Bachmann war 1905 bis 1909 in Cadinen (heute: Kadyny, Polen) als Keramikmaler beschäftigt. 1909 gründete er im nahegelegenen Elbing (heute: Elbląg, Polen) sein eigenes Unternehmen „Ostdeutsche Kunstkeramische Werke Oswald Bachmann“.

Und zur künstlerischen Substanz heißt es: „Auf Grund der herausragenden Qualität der künstlerischen Ausführung ist das Grabmal Maubach von besonderer Bedeutung. […]“.

## Friedrich Maubach in Kladow

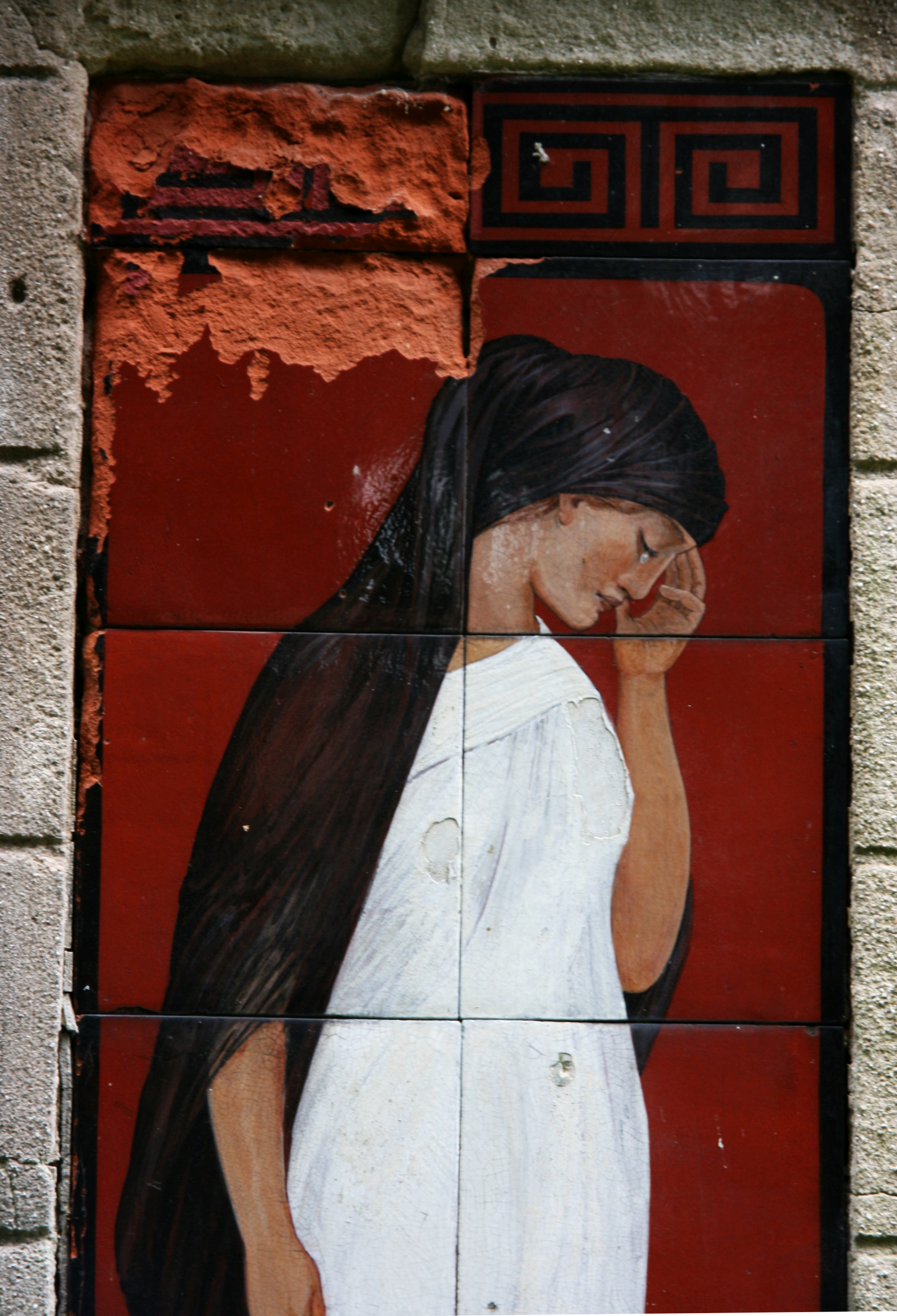
September 2013, nach 100 Jahren sind an Bachmanns Qualitätskeramik die Witterungsschäden nicht zu übersehen.

Als erster Beleg einer Verbindung Friedrich Maubachs mit Kladow gilt bisher der Erwerb der Grabstelle auf dem Kladower Friedhof sowie die Bestattung seines Vaters Emil im Jahr 1912. Ab 1913 ist Friedrich Maubachs Kladower Telefonnummer im Berliner Adressbuch vermerkt. In der Ausgabe Oktober 1915 des Verzeichnis der Teilnehmer an den Fernsprechnetzen in Berlin und Umgegend wird im Eintrag Friedrich Maubachs erstmals eine „Villa Cladow (Havel)“ erwähnt. 1922 steht im Berliner Adressbuch zum ersten Mal eine Anschrift Maubachs in Kladow: „Havelufer/Cladow“ (heute: Imchenallee).
Grundeigentum und Parzellierungsvereinbarung

Etwa im Viereck der heutigen Straßen Sakrower Kirchweg, Wertheimweg, Imchenallee und Gößweinsteiner Gang gehörte Maubach ein umfangreiches Grundstück. 1930 verhandelte er mit dem Bezirk Spandau über eine Parzellierung dieser Fläche. Die dem Vertrag beiliegende Skizze zeigt 24 Parzellen, fünf davon am Ufer der Havel. Belegt sind bisher neun Verkäufe in den Jahren 1931–1935. Diese Parzellierung ist bis heute im nordwestlichen Bereich des Quastenhornweges erkennbar.
Die Maubachstraße

Das genannte, zur Parzellierung vorgesehene Gelände, wurde und wird von einer Straße geteilt, in der erwähnten Skizze noch Straße A genannt. Von 1935 bis 1940 wird diese Straße in den Berliner Adressbüchern als Maubachstraße bezeichnet, später als Straße 109 und am 22. Oktober 1956 offiziell in Quastenhornweg benannt. Noch 1950 sind im Amtlichen Fernsprechbuch für Berlin mehrere Teilnehmer mit der Adresse „Kladow, Maubachstraße“ eingetragen, privat und geschäftlich.
Als prominenter Anwohner ist der österreichische Schauspieler und Dramatiker Arnolt Bronnen zu nennen.

## Familienmitglieder
Als Mitglieder der Familie sind nachgewiesen:
- Emil Maubach, 27. Februar 1849 – 30. Juli 1912, als Vater von
- Friedrich Maubach, 24. September 1877 – 17. November 1942, verheiratet mit
- Clara (Klara) Maubach, geb. Strehlau, 24. März 1868 – 12. März 1942[16]

Die Ehe wurde geschieden.
- Johanna Bachmann, geb. Strehlau, keine Lebensdaten, Schwester[18] von Clara Maubach. Bisher nicht belegt, wegen Übereinstimmungen bei Namen und Anschrift aber naheliegend, war Johanna Bachmann verheiratet mit
- Oswald Bachmann, keine Lebensdaten, Keramikmaler, Keramiker, Maler (Meißen, Berlin, Cadinen, Elbing.[19] und Selb[20]).

## Trivia
Oswald Bachmann hat 1910 in Elbing als Mieter im Haus von Angela Merkels Urgroßvater Emil Drange gewohnt. Das Haus lag in der Holländer Chaussee 27. Bachmanns Fabrik „Ostdeutsche Kunstkeramische Werke Oswald Bachmann“ befand sich in der Holländer Chaussee 20.